# فراگ لول (شهرستان کارولین، ویرجینیا)
فراگ لول، شهرستان کارولین (به انگلیسی: Frog Level) یک منطقهٔ مسکونی در ایالات متحده آمریکا است که در ویرجینیا واقع شده‌است. فراگ لول، شهرستان کارولین ۵۹٫۱۳ متر بالاتر از سطح دریا قرار دارد.